# 시시오리카라쿠와역
시시오리카라쿠와역(일본어: 鹿折唐桑駅)은 일본 미야기현 게센누마시에 위치한 동일본 여객철도 오후나토 선의 철도역이다. 단선 승강장 1면 1선의 구조를 갖춘 지상역이나, 2011년 도호쿠 지방 태평양 해역 지진 해일 피해로 인해 현재는 BRT로 대체 운행되고 있다.

## 타는 곳
| 승차 인원 추이 | 승차 인원 추이 |
| 연도           | 1일 평균       |
| -------------- | -------------- |
| 2000           | 69             |
| 2001           | 61             |
| 2002           | 72             |
| 2003           | 73             |
| 2004           | 70             |
| 2005           | 60             |
| 2013           | 8              |
| 2014           | 7              |
| 2015           | 12             |

## 역 주변
- 미야기 현도 26호 게센누마카라쿠와 선
- 미야기 현도 · 이와테 현도 34호 게센누마리쿠젠타카타 선
- 미야기 현도 218호 오시마나미이타 선

## 역사
- 1932년 3월 19일 : 시시오리역으로서 개업.
- 1986년 11월 1일 : 시시오리카라쿠와역으로 개칭.
- 1987년 4월 1일 : 일본국유철도 분할 민영화에 의해, 동일본 여객철도가 승계.
- 2006년 9월 1일 : 간이 위탁 폐지, 무인화.
- 2011년 3월 11일 : 동일본 대지진의 지진 해일로 항구로부터 1km 이상 떨어진 이 역 주변에 대형 어선이 들이 받음.
- 2013년 3월 2일 : BRT에 의해 가복구. 현도 위에 BRT 역을 설치.
- 2015년 3월 14일 : 이 역 주변에 버스 전용 도로 정비에 의해, BRT용 역사를 구 역사에 있던 장소로 정비역을 이설.
- 2020년 4월 1일 : 게센누마 역 - 사카리 역 간의 철도 사업 폐지로 인해 철도역으로는 폐역됨.

## 인접 역
| 동일본 여객철도 오후나토 선 | 동일본 여객철도 오후나토 선     | 동일본 여객철도 오후나토 선         |
| --------------------------- | ------------------------------- | ----------------------------------- |
| 게센누마 이치노세키 방면    | ■ 본선 철도 운용시              | 가미시시오리 사카리 방면            |
| 게센누마 게센누마 방면      | ■ BRT 구간 : 사카리 방면 (본선) | 하치만오하시 (도료코코) 사카리 방면 |
| 게센누마 게센누마 방면      | ■ BRT 구간 : 가미시시오리 방면  | 가미시시오리 가미시시오리 방면      |